# Hebei

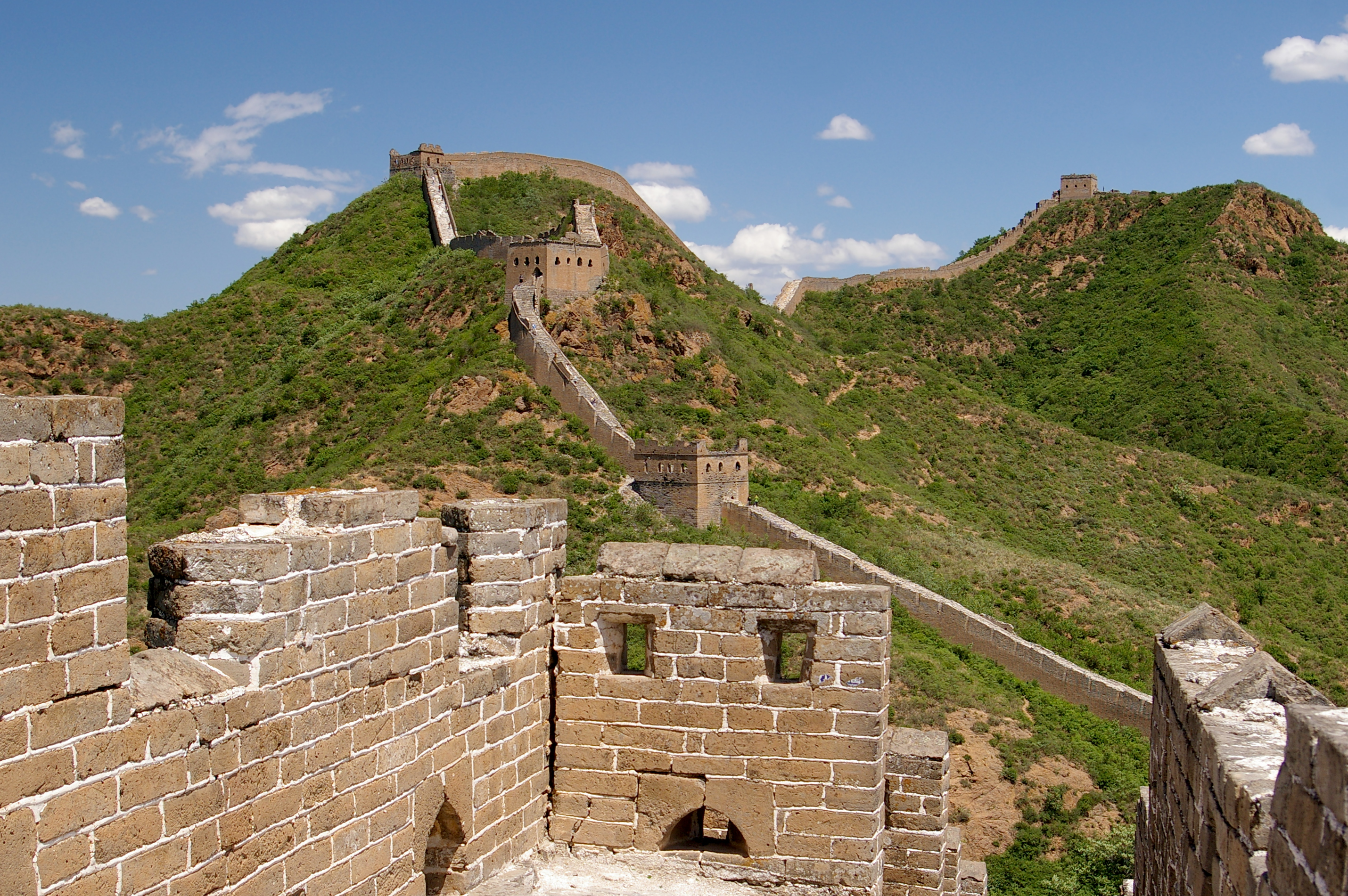
Marele Zid Chinezesc lângă Jinshanling

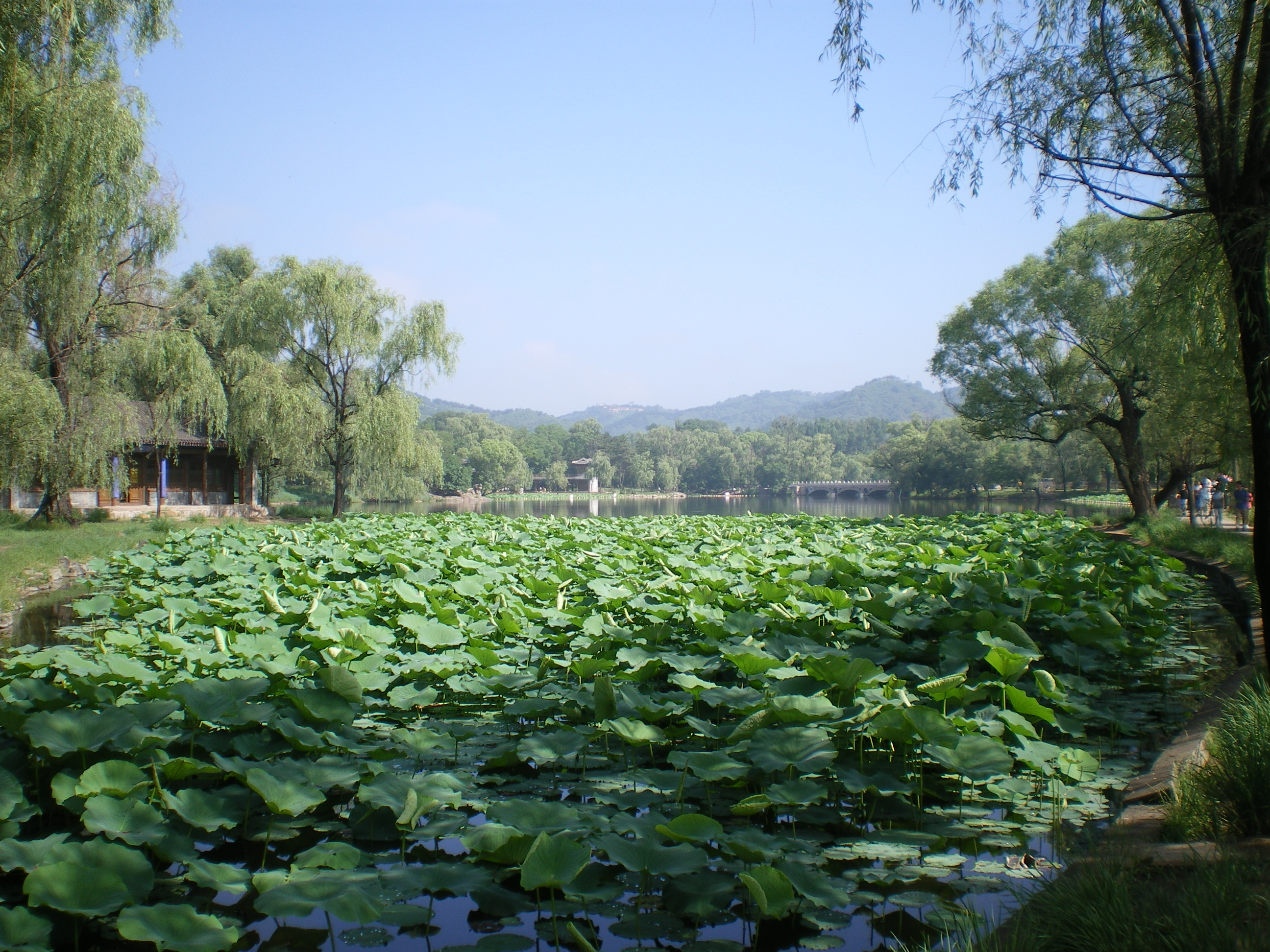
Stațiunea Montană Chengde

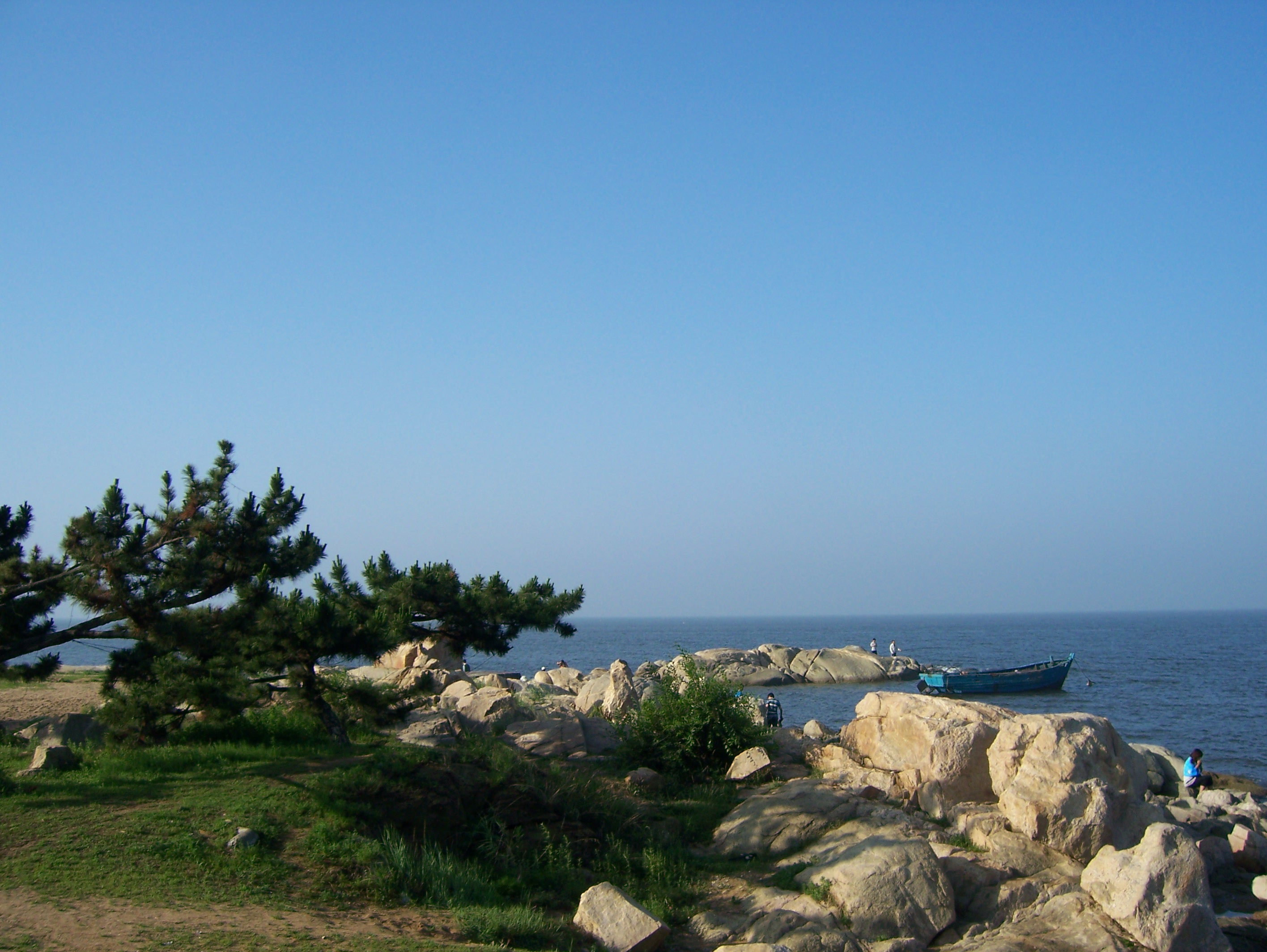
Coasta lângă Beidaihe

Hebei ( 河北; alternativ Hopeh) este o provincie de coastă din Republica Populară Chineză, care face parte din China de Nord. Provincia de astăzi a fost înființată în 1911 ca provincia Chihli (provincia Zhili). Capitală și cel mai mare oraș al său este Shijiazhuang. Abrevierea sa cu un singur caracter este „冀„ (Jì), după provincia Ji din timpurile dinastiei Han care cuprindea ceea ce este acum Hebei de Sud. Numele Hebei înseamnă literalmente „nordul râului”, referindu-se la amplasarea sa în întregime la nord de Fluviul Galben.
Provincia este una dintre primele regiuni din China în care apare civilizația. În Epocile Primăverii și Toamnei și cea a Statelor în Război, a fost cârmuită de statele Yan și Zhao și a fost mult timp la granițele nordice ale culturii Zhongyuan. Din moment ce Beijingul și zonele înconjurătoare deseori dețin funcția de capitală, Hebei încă din timpurile dinastiei Jin joacă rolul important de adăpostire și protejare a orașului. În timpul dinastiei Yuan s-a numit provincia Zhongshu, în timpul dinastiei Ming a fost Zhili de Nord, iar în timpul dinastiei Qing a fost provincia Zhili. Provincia a fost redenumită „Hebei” în 1928.
Abundentă în produse naturale importante, precum cereale, bumbac și fructe, Hebei a fost și una dintre primele provincii industrializate. Fiind un important centru industrial,  a fost mult timp pe primul loc în China după producția de oțel, dar industria a provocat și o poluare gravă a aerului. Hebei a fost inclusă în strategia de dezvoltare coordonată a Jing-Jin-Ji, Xiong'an New Area devenind primul district național nou creat de Comitetul Central al Partidului Comunist din China și Consiliul de Stat al Republicii Populare Chineze.
Municipiile Beijing și Tianjin, care se învecinează unul cu altul, au fost inițial parte a Hebei. Provincia se învecinează cu Liaoning la nord-est, Mongolia Interioară la nord, Shanxi la vest, Henan la sud și Shandong la sud-est. Golful Bohai al Mării Bohai se află la est. O mică parte a Hebei, Exclava Sanhe, formată din Sanhe, județul autonom Dachang Hui și județul Xianghe, o exclavă izolată de restul provinciei, este situată între Municipiile Beijing și Tianjin. Cinci situri ale Patrimoniului Mondial UNESCO se găsesc în această provincie, inclusiv stațiunea montană Chengde, Marele Zid, Marele Canal și mormintele dinastiilor Qing de Est și de Vest, precum și cinci orașe naționale ale istoriei și culturii: Handan, Baoding, Chengde, Zhengding și Shanhaiguan.
Cu o populație de peste 74 de milioane de locuitori, Hebei este a șasea provincie din China după populație. Chinezii Han reprezintă 96% din populație, urmați de popoarele manchu, hui și mongol.

## Orașe
- Hengshui (衡水市: Héngshuǐ shì)
- Baoding (保定市: Bǎodìng shì) cu Anguo
- Cangzhou (沧州市: Cāngzhōu shì)
- Langfang (廊坊市: Lángfáng shì)
- Chengde (承德市: Chéngdé shì)
- Zhangjiakou (张家口市: Zhāngjiākǒu shì)
- Xingtai (邢台市: Xíngtái shì)
- Handan (邯郸市: Hándān shì)
- Qinhuangdao (秦皇岛市: Qínhuángdǎo shì)
- Tangshan (唐山市: Tángshān shì)
- Shijiazhuang (石家庄市: Shíjiāzhuāng shì)